# جيرمين لويس
جيرمين لويس (بالإنجليزية: Jermaine Lewis)‏ هو لاعب كرة قدم أمريكية أمريكي، ولد في 1 نوفمبر 1979 في وكغن في الولايات المتحدة.

## وصلات خارجية
- جيرمين لويس على موقع JustSportsStats.com (الإنجليزية)